# Melanopachycerina eucera
Melanopachycerina eucera är en tvåvingeart som först beskrevs av Walker 1856.  Melanopachycerina eucera ingår i släktet Melanopachycerina och familjen lövflugor. Inga underarter finns listade i Catalogue of Life.